# Polo dell'inaccessibilità

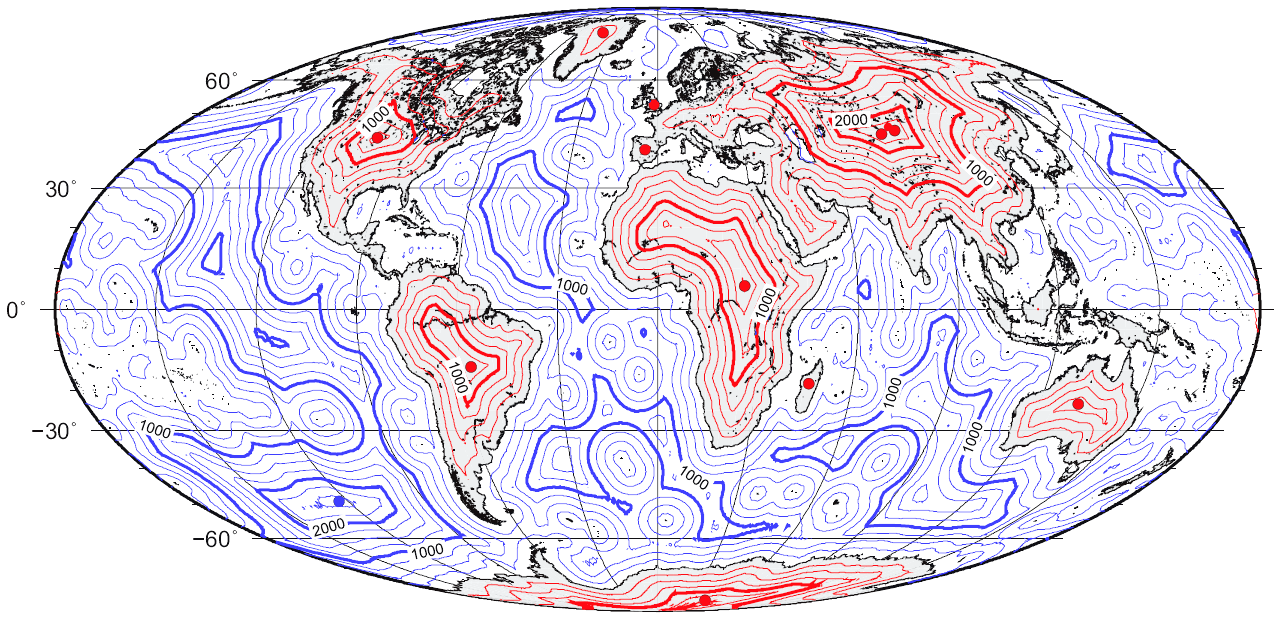
Mappa delle distanze dalla linea costiera più vicina (comprese le isole oceaniche ma non i laghi). Le isolinee sottili rappresentano distanze di 250 km; quelle spesse di 1 000 km. I punti rossi e blu rappresentano i poli dell'inaccessibilità continentali e oceanici. Proiezione di Mollweide.

I poli dell'inaccessibilità sono quei punti geografici sulla superficie della Terra dotati di caratteristiche notevoli dal punto di vista per lo più statistico: essi costituiscono, ad esempio, il punto oceanico più distante da qualsiasi terra emersa, oppure il punto delle terre emerse più distante da qualsiasi costa.

## Polo nord dell'inaccessibilità

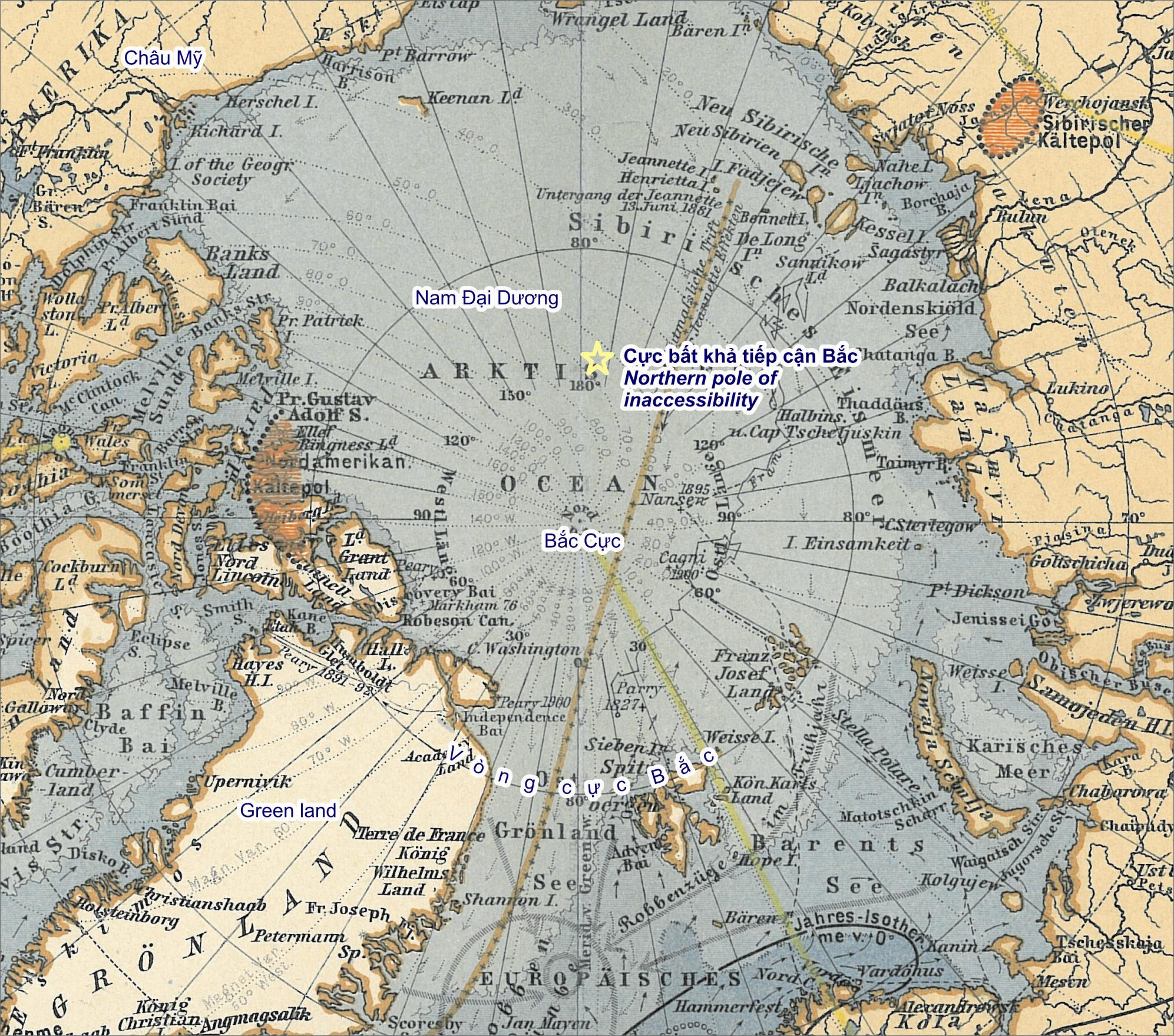
Polo nord dell'inaccessibilità

Il polo nord dell'inaccessibilità (84°03′N 174°51′W) è il punto del Mar Glaciale Artico più lontano da qualsiasi terra emersa.
Le più vicine terre emerse sono l'Isola Ellesmere e l'arcipelago della Terra di Francesco Giuseppe, entrambe distanti 1 094 km. Il polo nord dell'inaccessibilità è situato a 661 km dal polo nord e a 1 453 km dalla città di Barrow in Alaska.

## Polo sud dell'inaccessibilità
Il polo sud dell'inaccessibilità (85°50′S 65°47′E) è il punto del continente antartico più lontano da qualsiasi linea costiera.
Si trova a 463 km dal polo sud geografico a 3 718 metri sul livello del mare. Il polo sud dell'inaccessibilità fu raggiunto per la prima volta dalla terza spedizione antartica sovietica il 14 dicembre 1958 organizzata durante i lavori di ricerca dell'Anno geofisico internazionale. Durante questa spedizione diretta da Evgenij Ivanovič Tolstikov venne realizzata una stazione temporanea di ricerca battezzata, in onore a luogo su cui sorgeva, Poljus Nedostupnosti (letteralmente: polo dell'inaccessibilità). Questa stazione, adesso chiusa, è protetta come luogo di interesse storico e di essa rimane ancora una costruzione e un busto di Lenin.

## Polo oceanico dell'inaccessibilità

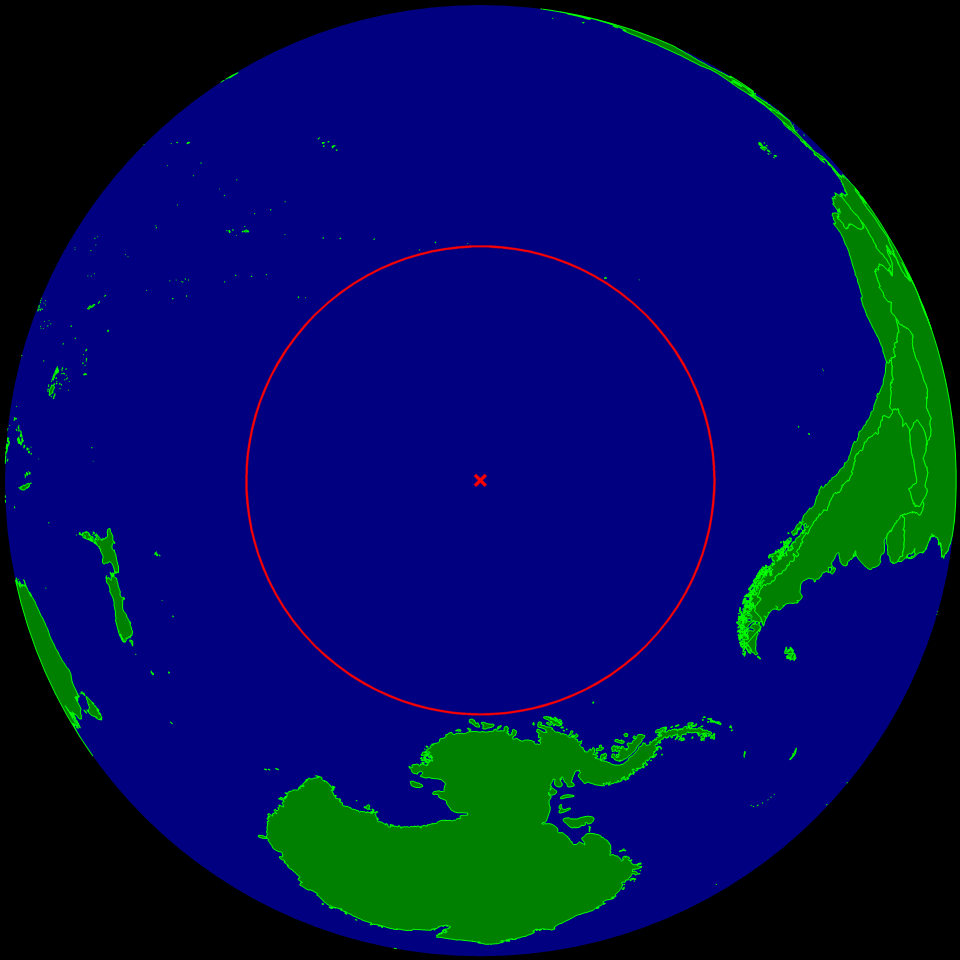
Polo oceanico dell'inaccessibilità

Il polo oceanico dell'inaccessibilità (48°52.6′S 123°23.6′W) è il punto dell'oceano più lontano da qualsiasi terra emersa, anche noto come "punto Nemo" in onore del capitano Nemo, protagonista dei romanzi di Jules Verne Ventimila leghe sotto i mari e L'isola misteriosa.
È anche chiamato polo pacifico dell'inaccessibilità perché è situato nella parte meridionale dell'oceano Pacifico a 2 688 km (1 451 miglia nautiche) dalle terre più vicine che sono: a nord l'Isola di Ducie (facente parte delle Isole Pitcairn), a nord-est l'isola Motu Nui (piccola isola nei pressi dell'Isola di Pasqua) e a sud l'isola Maher (vicino all'Isola Siple al largo della Terra di Marie Byrd in Antartide).
Il punto Nemo, essendo il più lontano possibile da qualsiasi terra emersa, è solitamente scelto come luogo di rientro per i veicoli spaziali destinati alla distruzione. Durante il viaggio di rientro "distruttivo" nell'atmosfera, i resti incandescenti di satelliti ed altri veicoli che bruciano cadono nell'oceano in prossimità del punto Nemo.
Nel racconto Il richiamo di Cthulhu di Howard Phillips Lovecraft, la città di R'lyeh è collocata nei pressi del polo oceanico dell'inaccessibilità, alle coordinate 47°09′S 126°43′W.

## Poli continentali dell'inaccessibilità

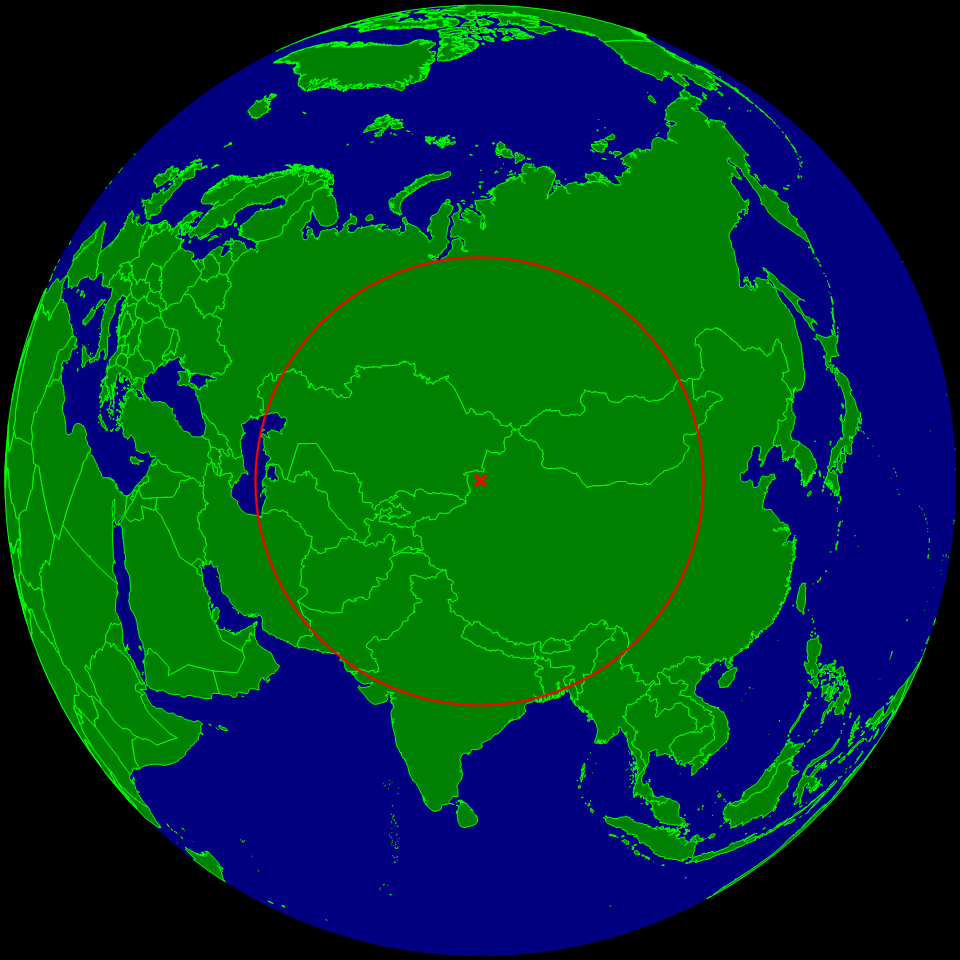
Polo continentale dell'inaccessibilità (EPIA1)

Il polo continentale dell'inaccessibilità (46°17′N 86°40′E) è il punto delle terre emerse più distante da mari e oceani.

### Eurasia
Tra i vari poli continentali dell'inaccessibilità situati nei vari continenti quello più distante in assoluto dalla costa si trova in Eurasia e per questo viene chiamato polo eurasiatico dell'inaccessibilità (Eurasian pole of inaccessibility abbreviato EPIA). Il polo eurasiatico dell'inaccessibilità è situato nella parte nord-occidentale della Cina nel deserto Dzoosotoyn Elisen a 320 km dalla città di Ürümqi nella regione dello Xinjiang. La costa più vicina dista 2 645 km, valore che per coincidenza è molto simile (43 km di differenza) alla distanza che separa il polo oceanico dell'inaccessibilità dalla più vicina terra emersa.
La posizione del polo continentale dell'inaccessibilità indicata sopra tuttavia non considera il golfo dell'Ob' come facente parte dell'oceano. Per questo motivo e per via dell'incertezza esistente sulla definizione di "linea costiera", studi recenti propongono altre due posizioni: EPIA1 44°17′24″N 82°11′24″E ed EPIA2 45°16′48″N 88°08′24″E rispettivamente a 2 510±10 km e a 2 514±7 km dal mare.

### Africa
In Africa il polo continentale dell'inaccessibilità si trova nella Repubblica Centrafricana (5°39′00″N 26°10′12″E) a 1 814 km dalla costa, vicino al punto di incontro dei confini di Sudan del Sud e Repubblica Democratica del Congo.

### America settentrionale
In America settentrionale il polo continentale dell'inaccessibilità si trova negli Stati Uniti d'America nella parte sud occidentale del Dakota del Sud (43°26′N 102°23′W) e dista 1 650 km dalla più vicina linea costiera.

### America meridionale
In America meridionale il polo continentale dell'inaccessibilità si trova in Brasile (14°03′S 56°51′W).

### Australia
In Australia, il polo continentale dell'inaccessibilità (23°02′S 132°10′E) si trova a 920 km dalla costa più vicina.